# بتینا اوسترووسکی
بتینا اوسترووسکی (آلمانی: Bettina Ustrowski؛ زادهٔ ۲۷ ژوئیهٔ ۱۹۷۶) شناگر اهل آلمان است.